# Zhou Yixuan
Zhou Yixuan (chinês simplificado: 周艺轩; chinês tradicional: 周藝軒; pinyin: Zhōu Yìxuān; nascido em 11 de dezembro de 1990) é um rapper, cantor e ator chinês. Ele é membro e líder do grupo chinês-sul-coreano Uniq através da Yuehua Entertainment e do grupo chinês New Storm que debutou em 2019 depois de ganharem no show de sobrevivência All For One.

## Início da Vida
Yixuan nasceu em Shengzhou, Zhejiang, China na cidade de Chengguan no dia 11 de Dezembro de 1990. Ele frequentou a Shengzhou No.2 Middle School e depois a Beijing Contemporary Music Academy (Academia de Música Contemporânea de Pequim e foi encontrado pela Yuehua Entertainment numa competição de dança.

## Carreira

### 2014-2015: Debut com o Uniq
No dia 24 de Setembro de 2014, Yixuan foi apresentado como o quinto membro do Uniq. O grupo debutou oficialmente no dia 16 de Outubro de 2014 com seu primeiro single, Falling In Love. Yixuan participou da escrita da versão chinesa da canção. Em 2015, Yixuan participou na escrita de três canções para o primeiro EP do Uniq, EOEO优+, que inclue EOEO, Luv Again e Listen to Me.

### 2016-Presente: Carreira de Ator e Atividades Solo
Yixuan fez aparições especiais nos filmes de 2016, MBA Partners e A Chinese Odyssey Part Three (do Jeffrey Lau) e fez seu debut oficial como ator no web drama Female President em Maio de 2016.
Yixuan filmou o drama Time City, estrelando a atriz coreana Park Min-young. Ele conseguiu seu primeiro papel principal em Mama, estrelando juntamente de suas colgas de empresa, Xuanyi e Meiqi do Cosmic Girls, e do competidor de Produce 101 e Idol Producer, Zhu Zhengting. Logo depois, Yixuan foi escalado para o elenco de Step Up: Year of the Dance, um spin-off do Step Up franchise. As danças no filme foram coreografadas por  Willdabeast Adams e Janelle Ginestra. Ele então filmou The Origin of Love, um web drama baseado na popular web novel, Desolate Era de I Eat Tomatoes.
Em Maio de 2017, Yixuan participou do The Rap of China, uma competição de rap. Ele passou com sucesso quatro rounds e foi eliminado durante a Team Selection.
Em Agosto de 2017, Yixuan julgou os top 20 cantores de uma competição de canto realizada pelo app de transmissão ao vivo Inke. O ganhador teve a oportunidade de cantar a música tema do Mr. Inke com o Yixuan. A canção de mesmo nome foi lançada em Outubro.
Em Setembro de 2017, Yixuan estrelou na comédia cheia de celebridades To B or Not to B, fazendo vários papeis.
Yixuan lança os singles Do Back no dia 23 de Novembro e GIRL GIRL GIRL" no dia 4 de Dezembro antes do lançamento do seu primeiro EP solo. O EP intitulado OS foi lançado no dia 27 de Dezembro e inclui um terceiro single, Want a Trip. O vídeo musical de GIRL GIRL GIRL foi lançado no dia 30 de Março do no seguinte.
Yixuan foi premiado como Emerging Fashion Figure no Asian Influence Awards Ceremony de 2017. Ele também foi premiado com o Emerging Honorary Certificate no The 2017 Belt and Road Fashion Culture Industry Forum. Yixuan recebeu o prêmio de 2018 Most Anticipated Star Traveler no 2017 Sina Travel Annual Awards.
Yixun se tornou parte do elenco de The Chamber of Secrets Escape, um novo programa de variedades baseado em missões da Hunan TV estreado no dia 18 de Abril. Yixuan escreveu a letra para o novo single do Uniq intitulado 不曾离开过 que foi lançado em Abril de 2018.
Em Maio de 2018, Yixuan fez um aparição especial no drama do colega Wenhan do Uniq, Basketball Fever. Em Setembro de 2018, seu filme Water Bro foi lançado, onde ele teve o papel do protagonista, Xia Bing e estrelando juntamente com o ator tailandês New Thitipoom.
Yixuan participou no show de sobrevivência chinês All For One com os trainees da Yuehua Entertainment e ganhou nas finais, ficando em primeiro lugar. Seu grupo, New Storm, debutou em 2019.

## Discografia

### Extended Plays
| Título | Detalhes |
| ------ | --- |
| OS     | - Lançamento: December 27, 2017 - Empresa: Yuehua Entertainment - Formato: digital download track list 1. Do Back 2. GIRL GIRL GIRL 3. Want a Trip |

### Singles
| Título         | Ano  | álbum |
| -------------- | ---- | ----- |
| Do Back        | 2017 | OS    |
| GIRL GIRL GIRL | 2017 | OS    |
| Want a Trip    | 2017 | OS    |

### Singles Promocionais
| Título               | Ano  | Notas               |
| -------------------- | ---- | ------------------- |
| Mr. Inke (com Semon) | 2017 | Mr. Inke theme song |
| XS 有型有YOUNG       | 2017 | XS energy drink     |

### Production credits
| Ano  | Álbum                                        | Canção                           | Letra    | Letra                                        | Música   |
| Ano  | Álbum                                        | Canção                           | Creditad | Com                                          | Creditad |
| ---- | -------------------------------------------- | -------------------------------- | -------- | -------------------------------------------- | -------- |
| 2014 | EOEO优+                                      | Falling in Love (Versão chinesa) | Sim      | Matthew Heath, GG Riggs, Wang Ya Jun         | —        |
| 2015 | EOEO优+                                      | EOEO (Versão chinesa)            | Sim      | Wenhan, Deanfluenza                          | —        |
| 2015 | EOEO优+                                      | Listen to Me (Versão chinesa)    | Sim      | Atozzio, Jarah Lafayette Gibson, Wang Ya Jun | —        |
| 2015 | EOEO优+                                      | Luv Again (Versão chinesa)       | Sim      | Wenhan, Francis Sooho Kim, DJ Nure           | —        |
| 2015 | Non-album single                             | One More Love                    | Sim      | Jeffrey Kong                                 | —        |
| 2015 | Non-album single                             | Best Friend (Versão chinesa)     | Sim      | Wenhan                                       | —        |
| 2015 | The SpongeBob Movie: Sponge Out of Water OST | Erase Your Little Sadness        | Sim      | Seungyoun, Xiao Ke                           | —        |
| 2016 | MBA Partners OST                             | My Dream                         | Sim      | Jeon Changyeop, Chun Joonkyu                 | —        |
| 2017 | Non-album single                             | Happy New Year 2017              | Sim      | —                                            | —        |
| 2017 | Non-album single                             | Mr. Inke (com Semon)             | Sim      | Pan Geyang, Lin Yuncheng, Li San             | —        |
| 2017 | Non-album single                             | XS 有型有YOUNG                   | Sim      | —                                            | Sim      |
| 2017 | OS                                           | Do Back                          | Sim      | —                                            | Sim      |
| 2017 | OS                                           | GIRL GIRL GIRL                   | Sim      | —                                            | Sim      |
| 2017 | OS                                           | Want a Trip                      | Sim      | —                                            | Sim      |
| 2018 | Non-album single                             | 不曾离开过                       | Sim      | —                                            | —        |
| 2018 |                                              | Never Left                       | —        |                                              |          |
| 2018 |                                              | Monster                          | —        |                                              |          |
| 2018 | NEXT TO YOU (NEX7)                           | Open Your 爱                     | Sim      | —                                            |          |
| 2018 | NEXT TO YOU (NEX7)                           | Once More                        | Sim      | —                                            |          |
| 2018 | NEXT TO YOU (NEX7)                           | Excuses                          | Sim      | —                                            |          |
| 2019 | NEXT B6gins                                  | I Just Need You                  | Sim      | —                                            |          |
| 2019 | Unusual (UNINE)                              | Butterfly                        | Sim      |                                              |          |
| 2019 |                                              | Am I Here                        | Sim      |                                              |          |
| 2019 | My Girlfriend OST                            | Ice Cream                        |          | —                                            |          |
| 2019 | No Secrets OST                               | Hold You                         | Sim      | Kim Sungjoo                                  |          |
| 2020 |                                              | Fall in Love With You            | Sim      |                                              |          |

## Filmografia

### Filme
| Ano  | Título                       | Título     | Papel               | Papel  | Notas        |
| Ano  | Inglês                       | Chinês     | Inglês              | Chinês | Notas        |
| ---- | ---------------------------- | ---------- | ------------------- | ------ | ------------ |
| 2016 | MBA Partners                 | 梦想合伙人 | Wang Meimei Courier |        | cameo        |
| 2016 | A Chinese Odyssey Part Three | 大话西游3  | Sha Sheng           | 沙僧   | cameo        |
| 2018 | Water Bro                    | 脱泳而出   | Xia Bing            | 夏冰   | protagonista |
| 2018 | Marna                        | 初恋的滋味 | Qin Xiao            | 秦骁   | protagonista |
| 2019 | Step Up: Year of the Dance   | 舞所不能   | Big Bird            | 大鸟   | coadjuvante  |

### Séries de Televisão
| Ano       | Título             | Título             | Papel        | Papel  | Notas       |
| Ano       | Inglês             | Chinês             | Inglês       | Chinês | Notas       |
| --------- | ------------------ | ------------------ | ------------ | ------ | ----------- |
| 2016      | Female President   | 女总裁的贴身高手   | Leng Feng    | 冷锋   | coadjuvante |
| 2016–2017 | Female President 2 | 女总裁的贴身高手2  | Leng Feng    | 冷锋   | coadjuvante |
| 2017      | To B or Not to B   | 男人装不装         | —            | —      | vários      |
| 2018      | Basketball Fever   | 热血狂篮           | Qiao Zijun   | 乔子俊 | cameo       |
| 2019      | Boys to Men        | 拜托啦师兄         | Luan Xiaofei | 栾小飞 | coadjuvante |
| 2019      | My Girlfriend      | 我不能恋爱的女朋友 | Zheng Yi     | TBA    | coadjuvante |
| TBA       | Time City          | 时光之城           | Chen Qinyan  | 沈钦言 | coadjuvante |
| TBA       | The Origin of Love | 莽荒纪之川落雪     | Hu Tou       | 虎头   | coadjuvante |

### Shows de Televisão
| Ano  | Título                        | Título Original     | Papel       | Network  |
| ---- | ----------------------------- | ------------------- | ----------- | -------- |
| 2018 | The Chamber of Secrets Escape | 暗夜古宅 · 密室逃脱 | Elenco fixo | Hunan TV |
| 2019 | All for One                   | 以团之名            | Competidor  | Youku    |

## Premiações
| Ano  | Prêmio                                           | Categoria                      | Resultado | Ref.   |
| ---- | ------------------------------------------------ | ------------------------------ | --------- | ------ |
| 2017 | Asian Influence Awards Ceremony                  | Emerging Fashion Figure        | Venceu    | [ 17 ] |
| 2017 | The Belt and Road Fashion Culture Industry Forum | Emerging Honorary Certificate  | Venceu    | [ 18 ] |
| 2018 | Sina Travel Annual Awards                        | Most Anticipated Star Traveler | Venceu    | [ 19 ] |

### Prêmios de Programas Musicais

#### Global Chinese Music
Global Chinese Music é um programa musical chinês.
| Ano  | Data        | Canção         |
| ---- | ----------- | -------------- |
| 2017 | December 23 | GIRL GIRL GIRL |